# 美国呼号
美國呼號（英語：Call Signs in the United States）指的是由聯邦通信委員會或國家電信暨資訊管理局分配給美國廣播電台或電視台的標識符；其中除了大部分美國政府所屬台站的呼號由國家電信暨資訊管理局發放外，其餘都由聯邦通信委員會發放。這些呼號由3到9位字母和數字組成，具體組成方式則視台站的服務類別而定。根據國際協議，所有以字母“K”、“N”、“W”，以及“AAA-ALZ”等字母開頭的呼號都保留給美國。
理論上，所有的調幅廣播、調頻廣播、短波廣播和電視台站都可以設定自己的呼號，主要它們的呼號都是獨一無二即可。但是根據聯邦通信委員會的規定，廣播電台及電視台只能使用“K”和“W”開頭的呼號，而且通常密西西比河以東地區使用“W”字母而以西地區則使用“K”字母；而業餘電台則可以使用“A”、“K”、“N”、“W”字母開頭的呼號。過去，“A”開頭的呼號被保留給美國陸軍駐地電台使用，而“N”開頭的呼號則保留給美國海軍駐地電台使用。

## 廣播台站
儘管大多受聯邦通信委員會監管的無線電發射機都配有呼號以便進行官方識別，但公眾最熟悉的還是廣播電台或電視台的呼號。可是各廣播電台或電視台對呼號的重視程度並不相同，一部分人會認為呼號是他們建立公共身份的主要方式，而另外一部分人則認為綽號或宣傳口號更容易被受眾以及那些填寫尼爾森廣播電台收聽記錄的人記住。
在美國，各廣播電台唯一需要提及其呼號的時候是在它進行台名識別公告期間，通常廣播電台會將這個時間安排在每個整點開始時的“節目自然休息時段”。 而電視台則可以在其播出畫面的下方選擇以台標的形式顯示其呼號、授權所在社區及其他識別信息。而在點電視台某些短暫推廣時間內，電視台呼號會以小字體的形式非侵入性地顯示在畫面上；尤其是在預告即將播出的電視節目或下一個時段的本地新聞簡報時（特別是新聞簡報節目開始時合併顯示這些內容），而且通常都在每個小時開始時。而那些擁有高清廣播電台數字子頻道的調頻廣播電台需要對其播出的每個信號流進行單獨標識，但不需要以任何特定的形式如此做；通常調頻電台會以“WXXX HD2”這樣的形式標識他們的子頻道，但這並不是它們的呼號。
一些創立時間較早的調幅廣播電台在百餘年的歷史內一直使用同一個呼號，例如賓夕法尼亞州匹茲堡的KDKA電台就從1920年開始使用這一呼號，而波士頓的WBZ、費城的KYW及加利福尼亞州斯托克顿的KWG則是從1921年開始使用它們的呼號。而相反的案例則是某些電台由於所有權及播出信號格式的變換而多次變更呼號，例如密蘇裡州聖路易斯的KXFN從1925年迄今已經變更過10次呼號。

### 呼號含義
最初時，美國的無線電台呼號都是隨機或按序分配，僅用於區分各無線電發射機。但隨後呼號便成為各廣播電台的重要標識，並且從1920年代中期開始，美國政府監管機構開始允許各廣播電台挑選自己所要的呼號。目前全美已經成立了數千家廣播電台和電視台，它們選擇呼號的理由也是各種各樣， 但一些常見的原因包括：
- 與宣傳語有關——雖然很難區分各廣播電台的宣傳語與呼號到底哪個出現在前，但根據現有的一些案例還是可以看到那些在呼號上反映其宣傳語的廣播電台。例如：伊利諾伊州芝加哥的WGN調幅電台（英语：WGN (AM)）和WGN電視台（英语：WGN-TV）的呼號就來自“世界最偉大的報紙（World's Greatest Newspaper）”的首字母縮寫，而這句宣傳語則來自它們的原所有者《芝加哥論壇報》；南卡羅來納州哥倫比亞的WIS電視台（英语：WIS (TV)）的呼號則來自“神奇碘州（Wonderful Iodine State）”；北卡羅來納州羅利的WPTF電台（英语：WPTF）呼號來自德罕人壽保險公司（Durham Life Insurance Company）的宣傳語“我們捍衛家庭（We Protect the Family）”；佛羅里達州奧蘭多的WPOZ電台（英语：WPOZ）呼號則來自它們的宣傳語“完全勁歌（Positive Hits）”。

- 與所有者有關——美國三大電視網的ABC聯播網、CBS聯播網和NBC聯播網的主要自有自營廣播台站（英语：Owned-and-operated station）的呼號都在傳統上會體現其所有聯播網的字樣。而由學校或大學運營的廣播電台則會在呼號上體現學校的縮寫，比如西弗吉尼亞大學（West Virginia University）的WWVU調幅電台（英语：WWVU-FM），以及明尼蘇達大學（University of Minnesota）的KUOM電台（英语：KUOM）。

- 與所在地有關——目前全美所有的廣播電台和電視台中僅有三家的呼號可以完整體現其授權播出地區的名稱，德克薩斯州韋科（Waco）的WACO調頻電台（英语：WACO-FM）、馬薩諸塞州韋爾（Ware）的WARE電台（英语：WARE）和弗吉尼亞州懷斯（英语：Wise, Virginia）的WISE調頻電台（英语：WISE-FM）。而其他台站的呼號則大多只能體現其所在地地名的縮寫，比如：北卡羅來納州羅利的WRAL電視台（英语：WRAL-TV）、南卡羅來納州查爾斯頓的WCSC電視台（英语：WCSC-TV）及賓夕法尼亞州匹茲堡的WPGH電視台（英语：WPGH-TV）等。

- 與特定數有關——美國大部分電視台會選擇以它們的頻道號作為它們的呼號，而具體體現形式可以是羅馬數字或英語拼寫。例如：密歇根州底特律的WDIV電視台（英语：WDIV-TV）在當地便是4頻道、北卡羅來納州溫斯頓-撒冷的WXII電視台（英语：WXII-TV）則在當地是12頻道、得克薩斯州謝爾曼的KXII電視台（英语：KXII）同樣在本地也是12頻道、賓夕法尼亞州匹茲堡的WPXI電視台（英语：WPXI）則在當地是11頻道、賓夕法尼亞州費城的WPVI電視台（英语：WPVI-TV）在當地是6頻道、紐約州水牛城的WIVB電視台（英语：WIVB-TV）是4頻道、印第安納州特雷霍特的WTWO電視台（英语：WTWO）是2頻道、加利福尼亞州雷丁的KIXE電視台（英语：KIXE-TV）是9頻道（呼號最後的字母“E”代表它隸屬於教育電視系統）。除此之外，還有一些電視台會選擇一些和頻道號相似的字母來作為呼號，比如紐約州水牛城的WGRZ電視台（英语：WGRZ）呼號中“Z”就類似於其所在的2頻道；而明尼蘇達州德盧斯的WDIO數字電視台（英语：WDIO-DT）呼號中的則類似於其所在的10頻道。在早期的調幅廣播電台案例中，部分電台的呼號會使用其所使用的頻率。華盛頓州西雅圖的KIXI電台（英语：KIXI）就曾經使用910千赫（9和1分別用“IX”、“I”表示）的廣播頻率；加利福尼亞州洛杉磯的KIIS電台（英语：KEIB）則1150千赫作為廣播頻率，而IIS則類似於115。

### 呼號劃分

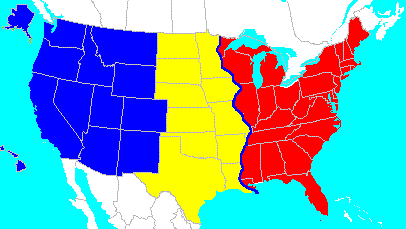
在歷史上，圖中紅色區域的呼號以“W”開頭，而藍色區域則以“K”開頭。中間的黃色區域在1912年到1923年1月期間的呼號使用“W”開頭，而當呼號分界線遷移至圖中藍線所示的密西西比河後，這一區域的呼號改以“K”開頭。

在美國，無線電台呼號依據其所處地區不同而劃分為“K”或“W”開頭的慣例是依據美國聯邦政府在1912年首次向廣播電台頒發許可證時的做法。從1921年開始，當被廣播電台的許可廣播地區位於西部時，其呼號通常被分配以“K”開頭；而當位於東部時，則其呼號則被分配以“W”開頭。聯邦通信委員會曾在1987年提議廢除這項規定以便“K”或“W”開頭的呼號可以自由在美國國內任何地區使用。但這項提議遭到了業界的反對，最終沒有獲得通過。
最初，劃分“K”或“W”開頭呼號的分界線位於得克薩斯州與新墨西哥州州界線向北延伸；但從1923年初開始，這條分界線被移動至密西西比河，以便更好地平衡兩個地區的收聽人群數量。 但是依據地理位置進行“K”或“W”開頭呼號區分的規則只適用於廣播電台和電視台，而氣象電台、交通資訊電台和報時電台等台站並不適用該規則；此外無線台站是持有輔助許可證的無線發射機也不適用該規則，例如演播室發射機鏈路和城際廣播中轉站等。
對於位於美國領地的無線電台站，波多黎各與美屬維京群島被認為屬於密西西比河以東地區，因此這裡的無線電台站都被賦予“K”開頭的呼號；而關島、北馬裡亞納群島和美屬薩摩亞等太平洋領地則被認為屬於密西西比河以西地區，理論上應該都是以“W”開頭的呼號，但位於美屬薩摩亞法加伊圖亞的WVUV調頻廣播電台是個例外。WVUV調頻廣播電台之所以使用“W”開頭的呼號是因為它開台之初是WVUV調幅廣播電台的配套姊妹台。
由於1923年對劃分呼號開頭的邊界線發生了變動，這導致部分原本是“W”開頭呼號的無線電台站現在位於“K”開頭呼號地區，不過這些電台都被允許保留這些在現在看起來已屬於不規範的電台呼號。這些電台的案例有位於得克薩斯州沃斯堡的WBAP調幅廣播電台及位於密蘇裡州堪薩斯城的WDAF調頻廣播電台和WDAF電視台，後兩者的呼號源自它們的配套姊妹台WDAF電台（現改名為KCSP調幅廣播電台）。
儘管美國呼號中對“K”或“W”開頭的地區劃分是個長期以來的慣例，但這個慣例並不被嚴格執行，因此長期發展以來也積累一些特殊案例。例如位於賓夕法尼亞州匹茲堡的KDKA調幅廣播電台，該電台於1920年開台並在短時間內就獲得了授權許可，而當時美國對陸地電台的呼號規定還延續對船舶電台呼號的規定，因此該電台得以獲得“K”開頭的呼號。 另一個案例則是KYW調幅廣播電台，它是由西屋電氣於1921年在伊利諾伊州的芝加哥創辦，後來搬遷到賓夕法尼亞州的費城；同時該呼號還曾在1956年到1965年期間暫時被轉移到俄亥俄州的克利夫蘭使用。不過聯邦通信委員會對於這種靠近密西西比河兩側，特別是被密西西比河穿越而過的明尼蘇達州和路易斯安那州的電台搬遷但還保留原呼號的做法是比較寬容的。 最極端的案例發生在2013年，KJWP電視台從懷俄明州的傑克遜鎮搬遷至特拉華州的威爾明頓後還依舊保留了它原有的“K”開頭呼號。不過在2018年，該電視台還是改名為WDPN電視台。

### 三字呼號
自1921年開始，美國當時授予給各廣播電台的呼號大部分都是三個字母。然而經過預估之後，監管機構發現全美在未來幾年內就會湧現數百個廣播電台，這將倒是三字呼號不夠使用。因此從1922年的4月和5月開始，大多數新成立的廣播電台都只會被授與四字母的呼號。不過在接下來的幾年裡，還是有少量的三字母呼號被授權使用，而最後一個授權記錄是在1930年授予給南卡羅來納州哥倫比亞市的WIS電台。
過去，三字母呼號的使用權在大部分時候被嚴格限制在只有是位於同一被授權廣播社區且同一廣播機構的下屬電台共同使用。涉及該規定的一次著名爭議發生在1980年代，伊利諾伊州花崗岩城的一家電台經過多次申請才被獲准使用“KWK調頻廣播電台”這一呼號（現名WARH電台），而其申請原因則是為了和遠在密蘇裡州聖路易斯的姊妹台KWK電台（現名KXFN電台）實現名稱統一。此外也是從1980年代中期開始，曾經隸屬同一廣播機構的兩家電台或電視台在分家之後不得要求其中一家放棄使用原有的三字呼號，這也就是位於路易斯安那州新奧爾良市的WWL調幅廣播電台和WWL電視台依然可以分享“WWL”呼號的原因。
而根據1988年生效的現行聯邦通信委員會管理規定，重新分配使用三字呼號的要求已經放寬。例如不再要求同一廣播機構必須在同一授權廣播社區內才能共享三字母呼號，這使得擁有三字呼號電台的廣播機構可以給本機構旗下其他任何廣播電台或電視台申請相同的三字母呼號，並且如有必要的情況下可以添加諸如“-FM”、“-TV”或“-LP”這樣的後綴。 依據該規定，CBS電台得以重新啟用位於馬裡蘭州巴爾的摩的WJZ呼號並將這一呼號用於新增的WJZ調頻廣播電台上；同樣還得以在馬薩諸塞州的波士頓啟用了WBZ調頻廣播電台。
在大多數情況下，針對已改用四字呼號的原三字呼號廣播機構，聯邦通信委員會是不會再發出三字母呼號使用授權的；但也有少數例外情況，那就是允許部分電台回收“已經棄用”的三字母呼號。最近的一個案例就是位於加利福尼亞州洛杉磯的KKHJ電台在時隔14年後有重新使用原來的KHJ呼號。該電台申請的理由是KKHJ的讀音在西班牙語中近似“（意為“糞便”）”這個不雅單詞。

### 呼號後綴
隨著廣播電台及電視台的增多，聯邦通信委員會提供了許多後綴以供調頻廣播電台或電視台使用，以便使得多個廣播台站得以共享基礎的三字或四字呼號。例如：除了使用的調頻廣播電台WFOX調頻廣播電台外，其所屬廣播機構旗下還是電視台WFOX電視台及低功率調頻廣播電台都可以共用這個基礎呼號；位於關島亞加納高地的短波電台KSDA就和它的姊妹調頻廣播電台KSDA調頻廣播電台共用這個基礎呼號。不過需要注意的是，美國並沒有針對短波電台和調幅廣播電台而使用的“-SW”或“-AM”後綴。對於全功率調頻廣播電台或電視台來說，它們的後綴是可選的；除非有另一家和它們使用了相同基礎三字或四字呼號的廣播電台或電視台。
- FM：美國的調頻廣播頻段於1941年1月1日起啟用，教育電台從最初開始就使用標準的四字呼號。而針對商業調頻廣播電台，聯邦通信委員會將它們的頻段限制在43.1兆赫到49.9兆赫之間並對它們的呼號明明提出了另外的規範標準，例如必須包含其廣播頻率的最後兩位數字及以所在社區的通用縮寫字母作為結尾。這就導致公眾很難區分這些商業調頻廣播電台的呼號，例如截至1942年2月，紐約市共有9家商業調頻廣播電台在43.1兆赫至47.5兆赫區間內進行廣播，這就使得它們的呼號同樣被限制到之間。[10] 為了消除這種混亂，聯邦通信委員會宣佈在1943年11月1日取消現有針對商業調幅廣播電台的呼號標準而採用原有的廣播電台呼號標準，同時還引入了“-FM”後綴。這意味著調頻廣播電台如果願意使用該後綴則可以與現有的調幅廣播電台共享同一套基礎呼號。不過針對這條政策也有一條限制，那就是同為姊妹台的調頻廣播電台和調幅廣播電台必須同屬同一家廣播機構且同處同一個廣播區域。[11]

- TV / DT：商業電視服務於1941年7月在美國推出，當時各家電視台獲得的呼號都是標準的四字呼號且不與現有的廣播電台相關。1946年8月，聯邦通信委員會引入了“-TV”後綴，[12] 其使用限制與“-FM”後綴一樣，要求配對的電視台與廣播電台必須同屬同一個所有人且同處同一個廣播市場。“-DT”後綴則是後來類比電視轉換數字電視時期所引入的。在這個過渡時期裡，數字電視台將使用“-DT”後綴，而其基礎呼號則於配對的類比電視台一樣。而在2009年6月之後，絕大部分數字電視台都繼承了原來類比電視台的呼號而不再使用“-DT”後綴。儘管聯邦通信委員會允許這些數字電視台繼續保留“-DT”後綴，但很少有電視台會這麼做。[13][14]

- LP：自1995年開始，聯邦通信委員會就允許低功率電視台（英语：Low-power broadcasting）使用“-LP”這一呼號後綴。但是隨著2021年7月14日將所有低功率電視台強制轉換為數字電視台之後，這一電視台分類就名存實亡；而低功率廣播電台（英语：Low-power broadcasting）也將它們的呼號後綴變更為“-LD”。[15] 而從2001年開始，低功率調頻廣播電台也被允許使用“-LP”後綴。

- CA / LD / CD / D：2000年，美國新增了名為“A級電視台（英语：Class A television service）”的低功率電視台（英语：Low-power broadcasting），這些電視台有資格使用在標準的基礎呼號後增加“-CA”後綴的呼號。但是隨著2021年7月14日美國取消類比電視服務，A級電視台的分類也被取消；而原有的A級電視台轉為數字信號傳輸後也將其後綴改為了“-CD”。[16] 在數字電視服務推出後，標準的低功率電視台（英语：Low-power broadcasting）使用“-LD”後綴，而A級電視台（英语：Class A television service）則使用“-LD”後綴。同時低功率數字電視台及轉播台仍然擁有基於其頻道號的數字編號呼號並增加“-D”後綴，例如“W08EG-D”。[17] 聯邦通信委員會並不區分發射台和轉播台，因此所有低功率電視台都可以擁有字母數字型或後綴“-LP”、“-LD”的呼號。

- FM Boosters：接力廣播站（Boosters）通過與廣播電台原始發射站相同的廣播頻率來傳輸節目信號以擴大該電台的覆蓋範圍。接力廣播站使用與原始發射站相同的呼號並在其後面增加連續的數字編號，例如“FM1”。目前全美僅有低功率調頻廣播電台可以擁有多個後綴。美國迄今最長的呼號編號（長達九個字符）於2017年7月22日首次啟用，KWSV低功率廣播電台（英语：KWSV-LP）為其接力廣播站申請了呼號“KWSV-LP-FM1”。[18]

## 外部連接
- 《聯邦規則彙編》第47卷《聯邦通信委員會規章》第〡章中對美國呼號的相關規定：
  - 47 CFR 2.302 （页面存档备份，存于）：呼號分配的總體概述，包括各種授權類別的標準和實務的詳細摘要。
  - 47 CFR 73.3550 （页面存档备份，存于）：廣播台站的細節信息。

- 聯邦通信委員會媒體局呼號行動 （页面存档备份，存于）

- 美國呼號檢索系統 （页面存档备份，存于）